# 普拉德区
普拉德区（法語：Arrondissement de Prades）是法国东比利牛斯省所辖的一个区。总面积2181.4平方公里，总人口59885，人口密度27人/平方公里（2018年）。主要城镇为普拉德。

## 辖区
普拉德区辖有123个市镇。